# Ascorhynchus mariae
Ascorhynchus mariae is een zeespin uit de familie Ascorhynchidae. De soort behoort tot het geslacht Ascorhynchus. Ascorhynchus mariae werd in 1971 voor het eerst wetenschappelijk beschreven door Turpaeva. 